# 水森英夫のチップイン歌謡曲
水森英夫のチップイン歌謡曲（みずもりひでおのちっぷいんかようきょく）は、スバルプランニングが制作し、地方民間放送共同制作協議会（通称・火曜会）の加盟局で放送されている音楽番組である。

## 概要
- 作曲家の水森英夫がパーソナリティを勤め、いい歌とトークで綴る”音楽番組。
- ゲストを迎えたり、ギターレッスンのコーナーを設けたり、演歌・歌謡曲の最新情報を伝える。
- 2001年4月に放送開始し、2021年6月には放送回数が1000回[1]に到達した記念のオンラインライブが実施された。[2]

## 出演者
- 水森英夫

## 放送局
2023年3月現在。
番組は土曜日に更新されており、同一の放送内容のうち、放送日時・時間の早い順から記載。
| 放送対象地域   | 放送局名                      | 放送時間           | 脚注 |
| -------------- | ----------------------------- | ------------------ | ---- |
| 富山県         | 北日本放送（KNB）             | 土曜 05:00 - 05:30 |      |
| 福井県         | 福井放送（FBC）               | 土曜 05:00 - 05:30 |      |
| 高知県         | 高知放送（RKC）               | 土曜 05:00 - 05:30 |      |
| 熊本県         | 熊本放送（RKK）               | 土曜 05:00 - 05:30 |      |
| 長崎県・佐賀県 | 長崎放送（NBC） NBCラジオ佐賀 | 土曜 05:30 - 06:00 |      |
| 徳島県         | 四国放送（JRT）               | 土曜 15:00 - 15:30 |      |
| 栃木県         | 栃木放送（CRT）               | 土曜 19:00 - 19:30 |      |
| 鹿児島県       | 南日本放送（MBC）             | 日曜 04:30 - 05:00 |      |
| 秋田県         | 秋田放送（ABS）               | 日曜 05:00 - 05:30 |      |
| 新潟県         | 新潟放送（BSN）               | 日曜 05:00 - 05:30 |      |
| 石川県         | 北陸放送（MRO）               | 日曜 05:00 - 05:30 |      |
| 大分県         | 大分放送（OBS）               | 日曜 05:00 - 05:30 |      |
| 青森県         | 青森放送（SBS）               | 日曜 05:15 - 05:45 |      |
| 宮崎県         | 宮崎放送（mrt）               | 日曜 05:30 - 06:00 |      |
| 和歌山県       | 和歌山放送（WBS）             | 日曜 23:00 - 23:30 |      |
| 京都府・滋賀県 | KBS京都 KBS滋賀               | 月曜 19:00 - 19:30 |      |
| 沖縄県         | ラジオ沖縄（ROK）             | 水曜 23:30 - 24:00 |      |
| 岐阜県         | 岐阜放送（GBS）               | 金曜 21:00 - 21:30 |      |

以前ネットしていた放送局
- ラジオ関西（CRK）[3]